# Criollo palenquero
El criollo palenquero, también conocido como palenquero a secas o palengua, es una lengua criolla hablada en San Basilio de Palenque, departamento de Bolívar, Colombia, a 50 kilómetros de Cartagena de Indias. Esta lengua es hablada por los descendientes de un grupo de cimarrones que se liberaron de la esclavitud bajo el liderazgo de Benkos Biohó y que posteriormente firmó la paz con la Corona Española en 1613. El palenquero es la única lengua criolla de base española hablada en América.

## Origen
El propio desarrollo del criollo palenquero se liga indisolublemente con la historia de las personas traídas desde África por algunos reinos europeos, especialmente, el Reino de Portugal, para luego ser vendidas en condición de esclavitud. En vista de esta situación, Dieck (2008) menciona la existencia de cuatro hipótesis para explicar el origen del criollo haitiano en la actual Haití, del srana en Surinam y del palenquero en Colombia.
La primera hipótesis propone que, mientras que las lenguas coloniales les proporcionaron el léxico a este grupo de lenguas criollas, éstas retuvieron una gramática "africana". Nótese que por "lenguas coloniales" nos referimos al francés, al neerlandés y al español, respectivamente. La segunda hipótesis, a la que adhiere Megenney (1983), establece la existencia de un "criollo afroportugués" hablado en las zonas de contacto entre las colonias europeas y África occidental en el siglo XV. Para el autor anterior, los dichos del jesuita Alonso de Sandoval, quien señala que la mayoría de africanos que llegaban en condición de esclavitud a Cartagena de Indias hablaban "con un género de lenguaje muy corrupto y revesado de la portuguesa que llaman lengua de San Thomé", constituye una evidencia para afirmar esta hipótesis. En una línea similar, Portilla (2009) plantea que la reconstrucción lingüística permite suponer que el papiamento, el srana y el criollo palenquero provendrían del mismo pidgin afroportugués usado en América entre mediados del siglo XVII y comienzos del siglo XVIII. Posteriormente, como se menciona en Dieck (2008), el léxico original de este "criollo afroportugués" habría sido reemplazado paulatinamente por el de las lenguas oficiales de cada colonia americana. La tercera hipótesis postula que la estructura típica de las lenguas criollas tendría su origen en la gramaticalización de palabras que en la lengua colonial cumplían otra función. La palabra taba en el criollo palenquero para indicar pasado imperfectivo constituiría un ejemplo de este proceso lingüístico. La última hipótesis se fundamentaría en la existencia de universales lingüísticos para explicar cómo los pidgins dieron origen a las lenguas criollas.   

Para trazar una historia del palenquero, resulta necesario mencionar a las comunidades autónomas formadas por los negros cimarrones, que tomaron el nombre de palenques en Colombia. De acuerdo a Dieck (2011), el aislamiento de los habitantes del Palenque de San Basilio en el periodo colonial generó las condiciones para el desarrollo del criollo palenquero. La evidencia histórica permite afirmar que, a fines del siglo XVIII, este palenque ya poseía una idioma diferente del español. Evidencia de esta situación se encuentra en el siguiente fragmento de la Noticia historial del obispo de Cartagena, Diego de Peredo, redactada en 1772:  
Mantiénense sin misto de otras gentes; hablan entre sí un particular idioma en que a sus solas instruyen a los muchachos, sin embargo de que cortan con mucha expedición el castellano, de que generalmente usan [...] 

## Fonología
El sistema fonológico del palenquero no guarda grandes diferencias con el de las actuales variantes del español caribeño. Tanto en el palenquero como en el español caribeño el fonema /s/ ubicado en posición de coda es sistemáticamente omitido. Por ejemplo, en la palabra "pescado" del español. De igual forma, la secuencia de consonante líquida seguida de consonante oclusiva ha dado origen a consonantes geminadas. Por ejemplo, en la palabra "martes" del español, donde el fonema /t/ se gemina y el fonema /ɾ/ se omite. Nótese que, en vista de tales procesos, las palabras "pescado" y "martes" del español pasaron al palenquero como "pekáo" y "matte".
Una de las particularidades del sistema fonológico del palenquero con respecto al español caribeño es la prenasalización frente a las consonantes /d/, /g/ y, menos frecuentemente, frente a la /b/. Algunas palabras donde se presenta esta característica son, respectivamente, ndo ("dos"), ngande ("grande") y mbendé ("vender").
El sistema fonológico del criollo palenquero está compuesto por 5 vocales y 17 consonantes, que son las siguientes:
|         | Anterior | Central | Posterior |
| ------- | -------- | ------- | --------- |
| Cerrada | i        |         | u         |
| Media   | e        |         | o         |
| Abierta |          | a       |           |

| Modo de articulación | Punto de articulación | Punto de articulación | Punto de articulación | Punto de articulación | Punto de articulación | Punto de articulación | Punto de articulación |
| Modo de articulación | Labial                | Dental                | Alveolar              | Postalveolar          | Palatal               | Velar                 | Glotal                |
| -------------------- | --------------------- | --------------------- | --------------------- | --------------------- | --------------------- | --------------------- | --------------------- |
| Oclusivas            | /p/ /b/               |                       | /t/ /d/               |                       |                       | /k/ /g/               |                       |
| Fricativas           | /f/                   |                       | /s/                   |                       |                       |                       | /h/                   |
| Africadas            |                       |                       |                       | /d͡ʒ/ /t͡ʃ/             |                       |                       |                       |
| Nasales              | /m/                   |                       | /n/                   |                       | /ɲ/                   |                       |                       |
| Laterales            |                       |                       | /l/                   |                       | /j/                   |                       |                       |
| Vibrantes            |                       |                       | /ɾ/ /l/ /r/           |                       |                       |                       |                       |

## Características
Hay un consenso entre los especialistas en cuanto a asumir una fuerte influencia en el palenquero de algunas lenguas bantúes, como el kikongo y el kimbundu, que dejaron huellas léxicas bastante claras en la lengua palenquera. Algunos vocablos de probable origen bantú son, por ejemplo: ngombe (ganado, res), moná (niño, niña), los pronombres enú (ustedes) y ané (ellos, ellas), el marcador de plural ma, el marcador de pasado a, la prenasalización de las oclusivas sonoras y otros.
El palenquero posee, como otras lenguas criollas, unas marcas de tiempo, modalidad y aspecto que se anteponen al verbo, que permanece prácticamente invariable, en lugar de las terminaciones verbales que caracterizan la conjugación verbal en castellano o portugués. Los artículos, pronombres y adjetivos son neutros (ausencia de oposiciones morfológicas de género). Los pronombres posesivos se posponen al nombre. Una característica peculiar del habla palenquera es la elevación del tono y el alargamiento cuantitativo de la sílaba acentuada.
También se caracteriza por la nasalización de la /l/, la /g/ y la /b/; el plural se indica con la partícula ma antes del sustantivo; tiene elementos portugueses como bo -tu-; usa la doble negación.
Declarada por la Unesco Patrimonio Intangible de la Humanidad en 2005.

## Gramática

### Pronombres
Pronombres personales
El palenquero tiene seis pronombres personales, distinguidos según su persona gramatical y número gramatical. Como se menciona en Gutiérrez (2019), los pronombres personales singulares del palenquero tendrían dos variantes: una débil y una fuerte.
|            | Singular       | Singular        | Plural            |
|            | Forma débil    | Forma fuerte    |                   |
| ---------- | -------------- | --------------- | ----------------- |
| 1° persona | yo             | yo1 i ~ y'2     | suto ~ uto        |
| 2° persona | bo uté ~ te    | bo ~ o uté ~ te | utere ~ utée enú3 |
| 3° persona | ele ~ eli el'4 | ele ~ el' ~ e   | ané ele ~ eli5    |

1 Forma poco frecuente
2 Forma frecuente
3 Forma revitalizada en el palenquero actual
4 Usado antes de vocales
5 Forma arcaica

### Pluralización
El criollo palenquero posee un morfema pluralizador: ma, que se antepone a las palabras. Por ejemplo: ma ngaína, "las gallinas". De acuerdo con Del Castillo (1984), este morfema provendría del prefijo ma- de la lengua kikongo del África Central.

### Tiempos verbales
De acuerdo con Lipski (2004), el criollo palenquero tiene seis partículas preverbales que indican tiempos verbales. Tal autor indica los siguientes usos con ejemplos
| Partícula preverbal | Uso                       | Ejemplo                      | Traducción                         |
| ------------------- | ------------------------- | ---------------------------- | ---------------------------------- |
| Ta                  | Habitualidad y progresión | Ele ta trabajá casa suto     | Él está trabajando en nuestra casa |
| Ase                 | Habitualidad              | Ma moná mi ase vivi Catahena | Mis hijos viven en Cartagena       |
| Tan                 | Futuro y modo irrealis    | ¿Ke ané tan comé?            | ¿Qué comerán ellos?                |
| A                   | Pasado perfectivo         | ¿Cuando bo a viní?           | ¿Cuándo viniste?                   |
| Taba                | Pasado imperfectivo       | Ele a ké taba kaminá         | Él hubiera estado caminando        |
| Pa                  | Subjuntivo                | ...pa bo trabajá             | …para que trabajes                 |

## Vocabulario
La mayor parte del léxico del criollo palenquero tiene origen en el español. A pesar de esto, gran parte de las palabras que no fueron prestadas del español tienen origen en el kikongo, una lengua bantú de África Central. Se han identificado más de 150 palabras de origen kikongo en el palenquero, dentro de las que se encuentran palabras como manvengo ("vello púbico"), mapota ("legaña") o ngombe ("vaca" o "ganado"). Otra lengua bantú que influyó parcialmente en el vocabulario del palenquero es el kimbundu. En este sentido, Del Castillo (1984) les atribuye un origen kimbundu a palabras palenqueras como kambamba ("pájaro que cuando canta indica una señal de mala suerte"), búmbula ("hombre con testículos grandes") y tusí ("excremento"). En último lugar, otra de las fuentes que dieron origen al vocabulario del palenquero es el portugués. Algunas de las palabras que presumiblemente tendrían un origen luso, de acuerdo a Megenney (1983) serían agora ("ahora"), ekuro ("oscuro"), ele ("él" o "ella") o menino ("niño").

## Estatus actual
Desde la década de los ochenta en adelante, se han llevado a cabo importantes esfuerzos para la revitalización de la lengua palenquera. En el plano educativo, en el marco del Programa Especial de Salvaguardia (PES), se ha vuelto obligatoria la enseñanza del palenquero en todos los niveles educativos existentes en San Basilio de Palenque. Sin embargo, esto no bastó para eliminar el estigma sobre esta lengua, como tampoco lo fue la política lingüística de la Constitución de 1991, que confiere estatud de oficial a todas las lenguas colombianas dentro de sus respectivos territorios. 
A finales de abril de 2023, la vicepresidenta Francia Márquez, visitó San Basilio de Palenque para hablar sobre la importancia de preservar y revitalizar el palenquero, la única lengua criolla de base española hablada en América. Durante su visita, Márquez destacó que la lengua palenquera es una forma de mantener viva la cultura africana en América y llamó la atención sobre la necesidad de proteger y promover la diversidad lingüística en Colombia y en todo el mundo. Asimismo, señaló que la enseñanza del palenquero en las escuelas es crucial para garantizar la continuidad de la lengua y la preservación de la cultura palenquera.
 

En palabras textuales, declaró: 

A nuestra lengua tristemente nos la cortaron en otra región, pero gran parte de la tarea que ahora tenemos es que así como se enseña el inglés y el francés en todo el país, queremos que esta, nuestra lengua tradicional palenquera, se enseñe a lo largo y ancho del país. 

San Basilio de Palenque en el municipio de Mahates

## ElPadre nuestroen palenquero
| Palenquero[17] | Español |
| --- | --- |
| Tata suto ke ta riba sielo, Santifikao sendá nombre si, Miní a suto reino si, Asé ño boluntá sí, Aí tiela kumo andi sielo. Nda suto awé pan ri to ma ría, Peddona ma fata suto, Asina kumo suto a se peddoná, Lo ke sé fatá suto. Nu rejá suto kaí andi tentasión nu, Librá suto ri má. Awé. | Padre nuestro que estás en los cielos, Santificado sea tu nombre. Venga a nosotros tu Reino. Hágase tu voluntad, Así en la tierra como en el cielo. El pan nuestro de cada día dánosle hoy. Perdónanos nuestras deudas, Así como nosotros perdonamos A nuestros deudores. No nos dejes caer en la tentación, Mas líbranos del mal. Amén. |